# Formand for Statsdumaen
Formanden for Den Russiske Føderations Statsduma (Russisk: Председатель Государственной Думы Российской Федерации) er formanden for underhuset i det russiske parlament. Ligesom den amerikanske vicepræsident, har formanden for Den Russiske Føderations Statsduma til opgave at holde ro og orden i underhuset, og har derudover også ansvaret for at tilse den daglige aktivitet i selvsamme underhus. Formanden for Den Russiske Føderations Statsduma deltager desuden i Statsdumaens Råd på lige fod med repræsentanter fra de politiske partier, som er valgt ind i parlamentet.